# Тиндалли, Дуайт
Дуайт Тиндалли (нидерл. Dwight Tiendalli; род. 21 октября 1985, Парамарибо) — нидерландский футболист, защитник клуба «Оксфорд Юнайтед».
Ранее выступал за нидерландские клубы «Утрехт», «Фейеноорд», «Спарта», «Твенте», английские «Суонси Сити» и «Мидлсбро».

## Карьера

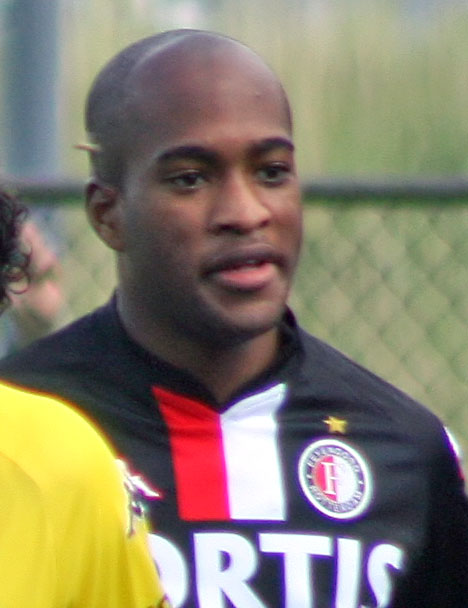
Тиндалли в игре за «Фейеноорд» в 2007

Дуайт Тиндалли родился в 1985 году в Парамарибо, Суринам. Имеет гражданство Нидерландов. Футбольную карьеру начал в амстердамском «Аякс». Позже перебрался в «Утрехт». В составе «Утрехта» Дуайт провёл несколько сезонов и вскоре перешёл в «Фейеноорд». Игроком основного состава Тиндалли не стал. Тренер «Фейеноорда» Гертьян Вербек решил отдать футболиста в аренду за игровой практикой. В январе 2008 года Тиндалли был отдан в аренду роттердамской «Спарте».
В сентябре 2009 года перешёл на правах свободного агента в «Твенте», подписав с клубом контракт на один год. В новом клубе Дуайт в сезоне 2009/10 выиграл титул чемпиона Нидерландов. В итоге с футболистом продлили контракт до 2013 года[когда?]. Свой первый гол Дуайт забил клубу «Гронинген». Встреча закончилась 4:0 в пользу «Твенте».
В 2012 году защитник уехал из Нидерландов в Англию, в «Суонси Сити». Дебют за «лебедей» произошёл в матче Кубка лиги против «Кроли Таун». В первый же год он и его команда получили самый первый титул в истории клуба — Кубок Футбольной лиги. В конце сезона 2012/13 Дуайт и его команда заняли 9 место из 20. Тиндалли провёл на поле 1500 минут и смог отличиться в ворота «Уигана» ударом ножницами. «Суонси Сити» не стал продлевать контракт с игроком по окончании сезона в 2013 г. 28 августа 2013 года «Суонси Сити» решает исправить ситуацию и подписывает с игроком контракт на три года, тогда как Тиендалли является свободным агентом.
26 марта 2015 года Тиндалли на правах месячной аренды перешёл в клуб Чемпионшипа «Мидлсбро».

### Сборная
В 2005 году был вызван на чемпионат мира среди молодёжи. Спустя год Дуайт был включен в символическую сборную победного для сборной Нидерландов чемпионата Европы до 21 года.
Дебют Тиндалли в сборной произошёл в 2013 году, когда он сыграл против Индонезии и Китая.

## Достижения
«Фейеноорд»
- Обладатель Кубка Нидерландов: 2007/08

«Твенте»
- Чемпион Нидерландов: 2009/10
- Обладатель Суперкубка Нидерландов (2): 2010, 2011
- Обладатель Кубка Нидерландов: 2010/11

«Суонси Сити»
- Обладатель Кубка лиги: 2012/13

Молодёжная сборная Нидерландов до 21 лет
- Чемпион Европы среди молодёжных команд (до 21): 2006, 2007

## Статистика

### Клубная статистика
| Клуб            | Сезон   | Лига | Лига | Кубки | Кубки | Еврокубки | Еврокубки | Прочие | Прочие | Итого | Итого |
| Клуб            | Сезон   | Игры | Голы | Игры  | Голы  | Игры      | Голы      | Игры   | Голы   | Игры  | Голы  |
| --------------- | ------- | ---- | ---- | ----- | ----- | --------- | --------- | ------ | ------ | ----- | ----- |
| Утрехт          | 2004/05 | 11   | 1    | 0     | 0     | 0         | 0         | 0      | 0      | 11    | 1     |
| Утрехт          | 2005/06 | 29   | 2    | 0     | 0     | 0         | 0         | 0      | 0      | 29    | 2     |
| Утрехт          | 2006/07 | 1    | 0    | 0     | 0     | 0         | 0         | 0      | 0      | 1     | 0     |
| Фейеноорд       | 2006/07 | 13   | 0    | 0     | 0     | 4         | 0         | 0      | 0      | 17    | 0     |
| Спарта          | 2007/08 | 13   | 0    | 0     | 0     | 0         | 0         | 0      | 0      | 13    | 0     |
| Фейеноорд       | 2008/09 | 22   | 0    | 2     | 0     | 4         | 0         | 0      | 0      | 28    | 0     |
| Твенте          | 2009/10 | 26   | 1    | 5     | 0     | 2         | 0         | 0      | 0      | 33    | 1     |
| Твенте          | 2010/11 | 18   | 0    | 4     | 0     | 5         | 0         | 1      | 0      | 28    | 0     |
| Твенте          | 2011/12 | 27   | 0    | 2     | 0     | 11        | 0         | 1      | 0      | 41    | 0     |
| Суонси Сити     | 2012/13 | 14   | 1    | 7     | 0     | 0         | 0         | 0      | 0      | 21    | 1     |
| Суонси Сити     | 2013/14 | 10   | 0    | 3     | 0     | 0         | 0         | 0      | 0      | 13    | 0     |
| Суонси Сити     | 2014/15 | 3    | 0    | 3     | 0     | 0         | 0         | 0      | 0      | 6     | 0     |
| Мидлсбро        | 2014/15 | 2    | 0    | 0     | 0     | 0         | 0         | 0      | 0      | 2     | 0     |
| Оксфорд Юнайтед | 2017/18 | 11   | 0    | 3     | 0     | 0         | 0         | 0      | 0      | 14    | 0     |

### Матчи за сборную
| Матчи и голы Тиндалли за сборную Нидерландов | Матчи и голы Тиндалли за сборную Нидерландов | Матчи и голы Тиндалли за сборную Нидерландов | Матчи и голы Тиндалли за сборную Нидерландов | Матчи и голы Тиндалли за сборную Нидерландов | Матчи и голы Тиндалли за сборную Нидерландов |
| -------------------------------------------- | -------------------------------------------- | -------------------------------------------- | -------------------------------------------- | -------------------------------------------- | -------------------------------------------- |
| №                                            | Дата                                         | Соперник                                     | Счёт                                         | Голы Тиндалли                                | Соревнование                                 |
| 1                                            | 7 июня 2013                                  | Индонезия                                    | 3:0                                          | -                                            | Товарищеский матч                            |
| 2                                            | 11 июня 2013                                 | Китай                                        | 2:0                                          | -                                            | Товарищеский матч                            |